# Marianna Tolli
Marianna Tolli (Grieks: Μαριάννα Τόλη) (Pireaus, 3 oktober 1949 – Athene, 29 december 2018) was een Grieks zangeres, actrice en theaterregisseur.

## Biografie
Tolli studeerde kunstgeschiedenis in de Verenigde Staten, klassieke en moderne dans in Londen en vervolgens theater aan de Nationale Theateracademie te Athene. Ze focuste zich vooral op het spelen van theaterstukken, zoals Evita en Chicago.
Bij het grote publiek is ze vooral bekend geworden vanwege haar deelname aan het Eurovisiesongfestival 1977. Dat jaar werd ze door de Griekse openbare omroep intern aangeduid om haar vaderland te vertegenwoordigen, samen met Pascalis, Robert en Bessy. Met Mathema solfege, een nummer over wiskunde, eindigde het gelegenheidsviertal op de vijfde plaats, een eindklassering die pas 24 jaar later verbeterd zou worden.
Nadien focuste Tolli zich weer op haar theaterwerk, en werd uiteindelijk regisseur.
Ze overleed eind 2018 aan kanker.
1974: Marinella · 
1976: Mariza Koch · 
1977: Pascalis, Marianna, Robert & Bessy · 
1978: Tania Tsanaklidou · 
1979: Elpida · 
1980: Anna Vissi & Epikouri · 
1981: Yiannis Dimitras · 
1983: Kristi Stassinopoulou · 
1985: Takis Biniaris · 
1987: Bang · 
1988: Afroditi Frida · 
1989: Mariana Efstratiou · 
1990: Christos Callow & Wave · 
1991: Sophia Vossou · 
1992: Cleopatra · 
1993: Katerina Garbi · 
1994: Kostas Bigalis & The Sea Lovers · 
1995: Elina Konstantopoulou · 
1996: Mariana Efstratiou · 
1997: Marianna Zorba · 
1998: Thalassa · 
2001: Antique · 
2002: Michalis Rakintzis · 
2003: Mando · 
2004: Sakis Rouvas · 
2005: Elena Paparizou · 
2006: Anna Vissi · 
2007: Sarbel · 
2008: Kalomira · 
2009: Sakis Rouvas · 
2010: Giorgos Alkaios & Friends · 
2011: Loukas Giorkas feat. Stereo Mike · 
2012: Eleftheria Eleftheriou · 
2013: Koza Mostra feat. Agathonas Iakovidis · 
2014: Freaky Fortune feat. RiskyKidd · 
2015: Maria Elena Kiriakou · 
2016: Argo · 
2017: Demy · 
2018: Gianna Terzi · 
2019: Katerine Duska · 
2021: Stefania · 
2022: Amanda Tenfjord · 
2023: Victor Vernicos · 
2024: Marina Satti · 
2025: Klavdia